# Weir Icefall
Der Weir Icefall (von englisch weir ‚Wehr, Staustufe‘) ist ein Gletscherbruch im ostantarktischen Viktorialand. In der Royal Society Range liegt er am Kopfende des Rotunda-Gletschers zwischen dem Colwell-Massiv und dem Battleship.
Das New Zealand Geographic Board benannte ihn 1994 deskriptiv.